# Ander Guevara
Ander Guevara Lajo (Vitoria, Álava, 7 de julio de 1997) es un futbolista español que juega en la demarcación de centrocampista para el Deportivo Alavés de la Primera División de España.

## Trayectoria
Empezó jugando para la escuela de fútbol del Deportivo Alavés pero a la temprana edad de 15 años fue contactado por la Real Sociedad. Tras seguir formándose como futbolista con este club, finalmente fue convocado por el primer equipo en la temporada 2017-18, haciendo su debut el 26 de octubre de 2017 en un encuentro de Copa del Rey contra el Lleida Esportiu, encuentro que finalizó con un resultado de 0-1 a favor del conjunto donostiarra. Su debut en La Liga se produjo el 15 de marzo de 2019 en un encuentro contra el Levante U. D., partido que finalizó con empate a uno tras los goles de Adnan Januzaj y Borja Mayoral. El 7 de junio de 2019 subió al primer equipo, renovando su contrato hasta 2024.
El 3 de abril de 2021, en el Estadio de la Cartuja, conquistó su primer título como profesional al vencer por 1-0 en la final de la Copa del Rey pendiente del año anterior debido a la pandemia de COVID-19 al eterno rival, el Athletic Club. Disputó los últimos minutos del encuentro. Una semana después de este éxito, anotó su primer gol con la Real en un partido liguero ante el Valencia C. F. en Mestalla que acabó con resultado de 2-2.
El 9 de julio de 2023 puso fin a su etapa en la Real Sociedad, con la que disputó más de cien partidos, y regresó al Deportivo Alavés.

## Estadísticas

### Clubes
Actualizado al último partido jugado el 18 de mayo de 2025.
| Club                       | Div.          | Temporada     | Liga  | Liga  | Copas nacionales | Copas nacionales | Copas internacionales | Copas internacionales | Total | Total |
| Club                       | Div.          | Temporada     | Part. | Goles | Part.            | Goles            | Part.                 | Goles                 | Part. | Goles |
| -------------------------- | ------------- | ------------- | ----- | ----- | ---------------- | ---------------- | --------------------- | --------------------- | ----- | ----- |
| Real Sociedad "B" · España | 2.ª B         | 2016-17       | 13    | 0     | —                | —                | —                     | —                     | 13    | 0     |
| Real Sociedad "B" · España | 2.ª B         | 2017-18       | 34    | 0     | —                | —                | —                     | —                     | 34    | 0     |
| Real Sociedad · España     | 1.ª           | 2017-18       | 0     | 0     | 1                | 0                | 0                     | 0                     | 1     | 0     |
| Real Sociedad "B" · España | 2.ª B         | 2018-19       | 26    | 1     | —                | —                | —                     | —                     | 26    | 1     |
| Real Sociedad "B" · España | Total club    | Total club    | 73    | 1     | 0                | 0                | 0                     | 0                     | 73    | 1     |
| Real Sociedad · España     | 1.ª           | 2018-19       | 1     | 0     | 0                | 0                | —                     | —                     | 1     | 0     |
| Real Sociedad · España     | 1.ª           | 2019-20       | 14    | 0     | 7                | 0                | —                     | —                     | 21    | 0     |
| Real Sociedad · España     | 1.ª           | 2020-21       | 31    | 1     | 2                | 0                | 5                     | 0                     | 38    | 1     |
| Real Sociedad · España     | 1.ª           | 2021-22       | 17    | 0     | 4                | 0                | 3                     | 0                     | 24    | 0     |
| Real Sociedad · España     | 1.ª           | 2022-23       | 8     | 0     | 3                | 0                | 5                     | 1                     | 16    | 1     |
| Real Sociedad · España     | Total club    | Total club    | 71    | 1     | 17               | 0                | 13                    | 1                     | 101   | 2     |
| Deportivo Alavés · España  | 1.ª           | 2023-24       | 37    | 1     | 3                | 0                | ―                     | ―                     | 40    | 1     |
| Deportivo Alavés · España  | 1.ª           | 2024-25       | 33    | 0     | 2                | 0                | ―                     | ―                     | 35    | 0     |
| Deportivo Alavés · España  | Total club    | Total club    | 70    | 1     | 5                | 0                | 0                     | 0                     | 75    | 1     |
| Total carrera              | Total carrera | Total carrera | 214   | 3     | 22               | 0                | 13                    | 1                     | 249   | 4     |
| 1. 2.                      |               |               |       |       |                  |                  |                       |                       |       |       |

## Palmarés

### Campeonatos nacionales
| Título       | Club          | País   | Año  |
| ------------ | ------------- | ------ | ---- |
| Copa del Rey | Real Sociedad | España | 2020 |